# 似美萨瓢蜡蝉属
似美萨瓢蜡蝉属（学名：Eusarimodes）是瓢蜡蝉科下的一个属。

## 下属物种
本属包括以下物种：
- 似美萨瓢蜡蝉 Eusarimodes maculosus Che, Zhang et Wang